# Bella Lui
Bella Lui är en bergstopp i Schweiz.   Den ligger i distriktet Sierre och kantonen Valais, i den sydvästra delen av landet, 70 km söder om huvudstaden Bern. Toppen på Bella Lui är 2 548 meter över havet, eller 129 meter över den omgivande terrängen. Bredden vid basen är 1,1 km.
Terrängen runt Bella Lui är huvudsakligen bergig, men åt nordost är den kuperad. Närmaste större samhälle är Sion, 16,6 km sydväst om Bella Lui. 
I omgivningarna runt Bella Lui växer i huvudsak barrskog. Runt Bella Lui är det ganska tätbefolkat, med 52 invånare per kvadratkilometer.